# Croce Blu Gromo
La Croce Blu Gromo è un'associazione di pubblica assistenza ONLUS, che opera nel settore del primo soccorso di emergenza urgenza sanitaria in convenzione con le locali centrali operative del servizio 118 e il 112, come protezione civile e vari servizi sociali principalmente sul territorio dell'alta Val Seriana con la possibilità di essere presente sul territorio italiano di maggior criticità, formata principalmente da volontari.

## Storia
L'organizzazione di volontariato nacque per il desiderio di un gruppo di abitanti l'alta Val Seriana, molti dei quali giovani, che verso la fine degli anni '70 decisero di unirsi per creare un'aggregazione atta ad aiutare e sostenere il territorio che viveva una situazione sanitaria non sempre facile, trovandosi dislocato rispetto ai servizi ospedalieri distanti qualche chilometro con una popolazione non sempre fornita di mezzi di trasporto privati. 

Il 5 giugno 1979 il gruppo composto da ventisette abitanti i paesi dell'alta valle si trovarono davanti al notaio Mario Donati di Clusone per rogare l'atto di costituzione della nuova associazione: Croce Blu Gromo.
L'associazione partecipò già nel 1980 alle attività di primo soccorso nelle località colpite dal terremoto dell'Irpinia, e da allora i volontari dell'associazione sono sempre stati presenti sui luoghi che necessitavano d'intervento. Nel 2014 a Genova ad assistere gli alluvionati. Nel 2016, dopo il terremoto che colpì il centro Italia, l'associazione fu attiva ad Amatrice nell'attività di soccorso con l'installazione e l'organizzazione di una cucina da campo.
La prima ambulanza venne donata dall'associazione di Parma e i ventisette volontari che avevano costituito il gruppo iniziale diventarono presto molti di più, fino a raggiungere il numero di cento nel 1989, garantendo da subito la presenza di personale reperibile in sede. I volontari, e le famiglie del territorio contribuirono economicamente perché fosse possibile dotare l'ente delle attrezzature e dei mezzi che erano necessari per mantenere attiva e funzionante l'associazione anche come protezione civile già dal 1980.
Nell'ambito della protezione civile dal 1982 fu possibile garantire il servizio di Soccorso Piste essendoci sul territorio le piste da sci degli Spiazzi di Lizzola e Valcanale; nel 1987 il servizio di Elisoccorso Provinciale e l'anno successivo il Telesoccorso; nel 1990 fu possibile gestire il soccorso Antincendio Boschivo, e nel 1996 quello di colonnina nella località di Ponte Nossa.
L'ampliarsi delle attività negli anni '80 con l'incremento del numero dei volontari, rese inadeguata la sede originaria, che era un piccolo locale concesso in uso dai responsabili dell'autoscuola del territorio, non vi era il centralino ma le chiamate venivano filtrate attraverso una volontaria, madre di un socio fondatore. Di conseguenza fu trasferita la sede in uno stabile posto all'ingresso del paese di Gromo dove fu possibile ricavare ambienti per le comunicazioni radio e anche per i volontari, con l'uso anche di una piccola cucina per i turnisti. Nel 1996 fu nuovamente trasferita la sede presso il centro in piazza Pertini, dotato di ampi spazi. Nel 2001 sul terreno retro lo stabile, è stata realizzata la piazzola di elisoccorso.
Presso la sede si svolgono anche i corsi di formazione sia per le persone che vogliono entrare come soci volontari nella Croce Blu, che per i cittadini che vogliono conoscere le azioni di primo intervento.
La pubblica assistenza Croce Blu Gromo conta dieci dipendenti e 180 soci volontari. Partecipa attivamente come protezione civile sul territorio nazionale e internazionale nell'ambito di ANPAS.

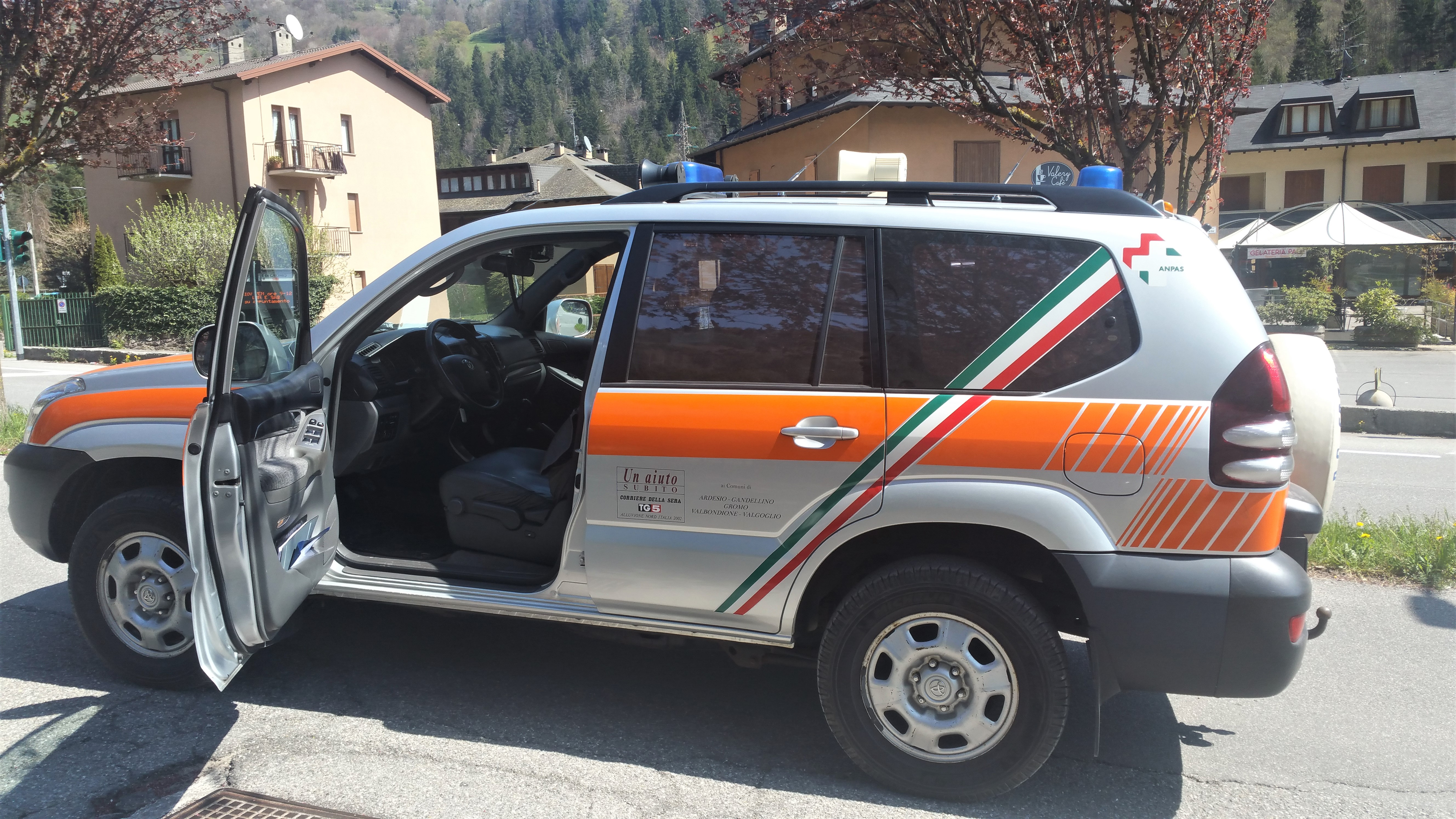
Croce Blu-auto logistica

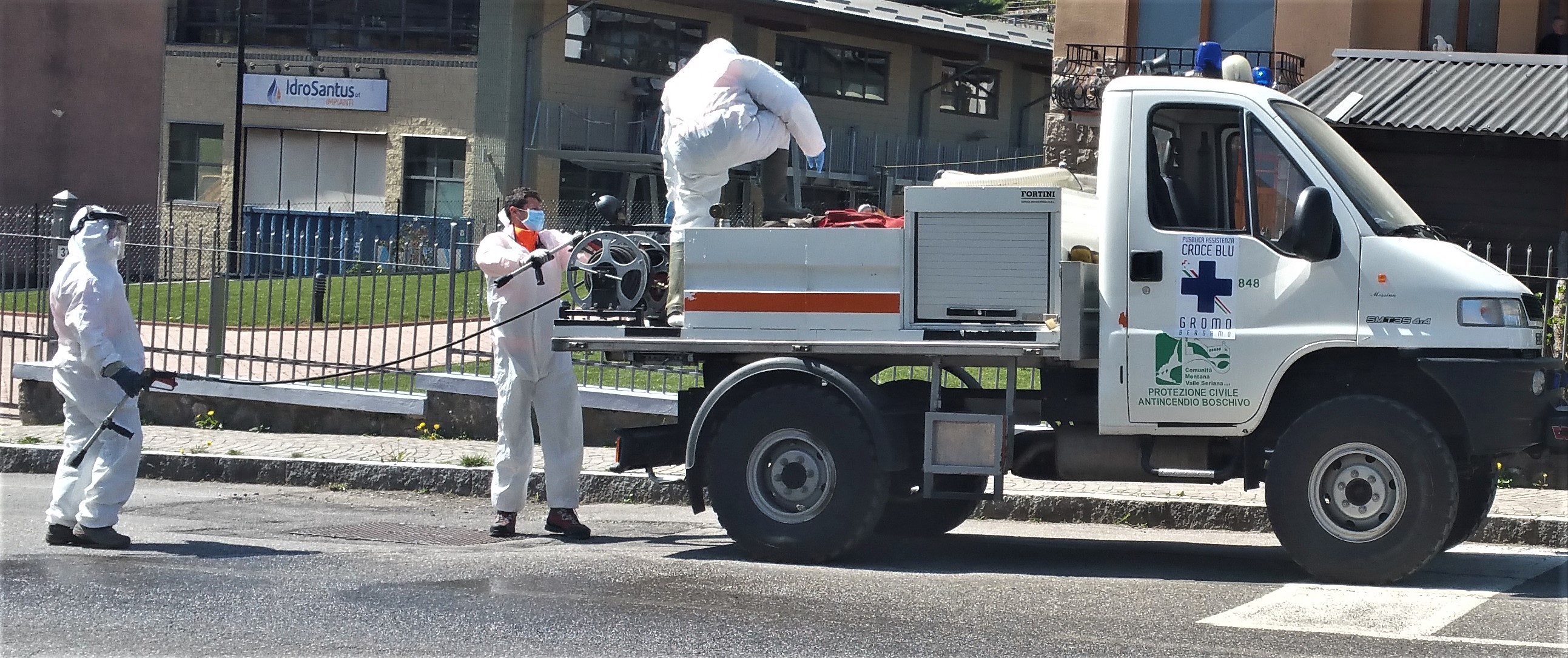
Mezzo per la sanificazione da Covid-19

## Organizzazione

### Mezzi e attrezzature
L'associazione conta di mezzi operativi all'interno del suo parco macchine, tutte dotate di attrezzature di soccorso sia sanitario emergenza che di trasporto e assistenza privata:

Quattro ambulanze di cui una fuoristrada, 

Tre pulmini di cui due per il trasporto di disabili, 

Una auto logistica, 

Autocarro dayli con cassone e container, 

Motoslitta per il soccorso sulle piste con carrello, 

Due muletti, 

Roulette posto medico avanzato, 

Due carrelli torre faro, 

Quattro container ad uso lavanderia, cucina, bagni e docce, 

Modulo antincendio boschivo con 2 motopompe e carrelli sempre ad uso antincendio con vasca 5000lt, 

Quattro soffiatori e motopompa, 

Carrello idrogeologico on generatore 6kw e 2 idrovore e carrello idrovora 110000 lt. 

Carrello con brandine da campo.
L'associazione ha in dotazione anche attrezzatura di protezione civile e primo soccorso minuta varia.